# Benedetto Vinaccesi
Benedetto Vinaccesi (Brescia, 1670 circa – Venezia, 25 dicembre 1719) è stato un compositore e organista italiano.

## Biografia
Fu maestro di cappella in varie città dell'Italia settentrionale, fra cui Mantova e Brescia. A Venezia fu vice-organista della basilica di San Marco e maestro di cappella dell'Ospedale degli Innocenti.

## Composizioni
Compose musica sacra, musica strumentale, opere e oratori, cantate.

### Oratorii
- Gioseffo che interpreta i sogni (libretto di Giovanni Battista Neri. Modena, Oratorio di S. Carlo, 1692)
- Susanna (libretto di Giovanni Battista Bottalini. ibidem, 1694)
- Il cuor nello scrigno (libretto di Francesco Arisi. Cremona, 13 giugno 1696)
- Li diecimila martiri crocefissi (libretto di Aurelio Paolini. Brescia, 22 giugno 1698)

### Musica per la scena
- Chi è causa del suo mal pianga sé stesso (Pastorale per musica. libretto di Francesco Arisi. Roma, 1697)
- L'innocenza giustificata (Dramma per musica. libretto di Francesco Silvani. Venezia, Teatro Vendramin di San Salvatore, 24 dicembre 1698)
- Gli amanti generosi (Dramma per musica. libretto di Giovanni Pietro Candi. Venezia, Teatro di Sant'Angelo, 5 gennaio 1703)
- Sfoghi di giubilo per la nascita del Serenissimo Duca di Bretagna (Serenata. libretto di Pietro Robert. Venezia, 21 giugno 1704)

### Musica pubblicata
- Suonate da camera a tre, due violini, violoncello, & cembalo... Opera Prima (Venezia, 1687)
- Sfere armoniche overo sonate da chiesa a due violini, con violoncello, e parte per l'organo... Opera Seconda (Venezia, 1692)
- Il consiglio degli amanti overo Cantate da camera a voce sola... Opera Terza (raccolta perduta. Venezia, 1688)
- Motetti a due, e tre voci (Venezia, 1714)